# 瓜什则寺
瓜什则寺，位于中国青海省同仁县曲库乎乡瓜什则村，为第六批青海省文物保护单位，公布日期为1998年12月22日，类型为古建筑。
瓜什则寺的历史年代为清。